# Cockburn Town
Cockburn Town is de hoofdplaats van de Turks- en Caicoseilanden. De stad ligt op het hoofdeiland Grand Turk. Het heeft 4000 inwoners.
De hoofdstraten worden gedomineerd door 18e- en 19e-eeuwse architectuur. Verder kent het veel smalle steegjes.

## Geschiedenis
In 1512 landde de Spaanse Ontdekkingsreiziger Juan Ponce de León op Grand Turk, waarschijnlijk op de plaats waar nu Cockburn Town ligt. Cockburn Town werd gesticht in 1681 door kolonisten afkomstig van Bermuda. Het dorp werd vanaf dat moment gebruikt voor de zoutwinning. Sinds 1766 is het de hoofdstad van de eilandstaat.
In 2008 werd de stad zwaar beschadigd door orkaan Ike.

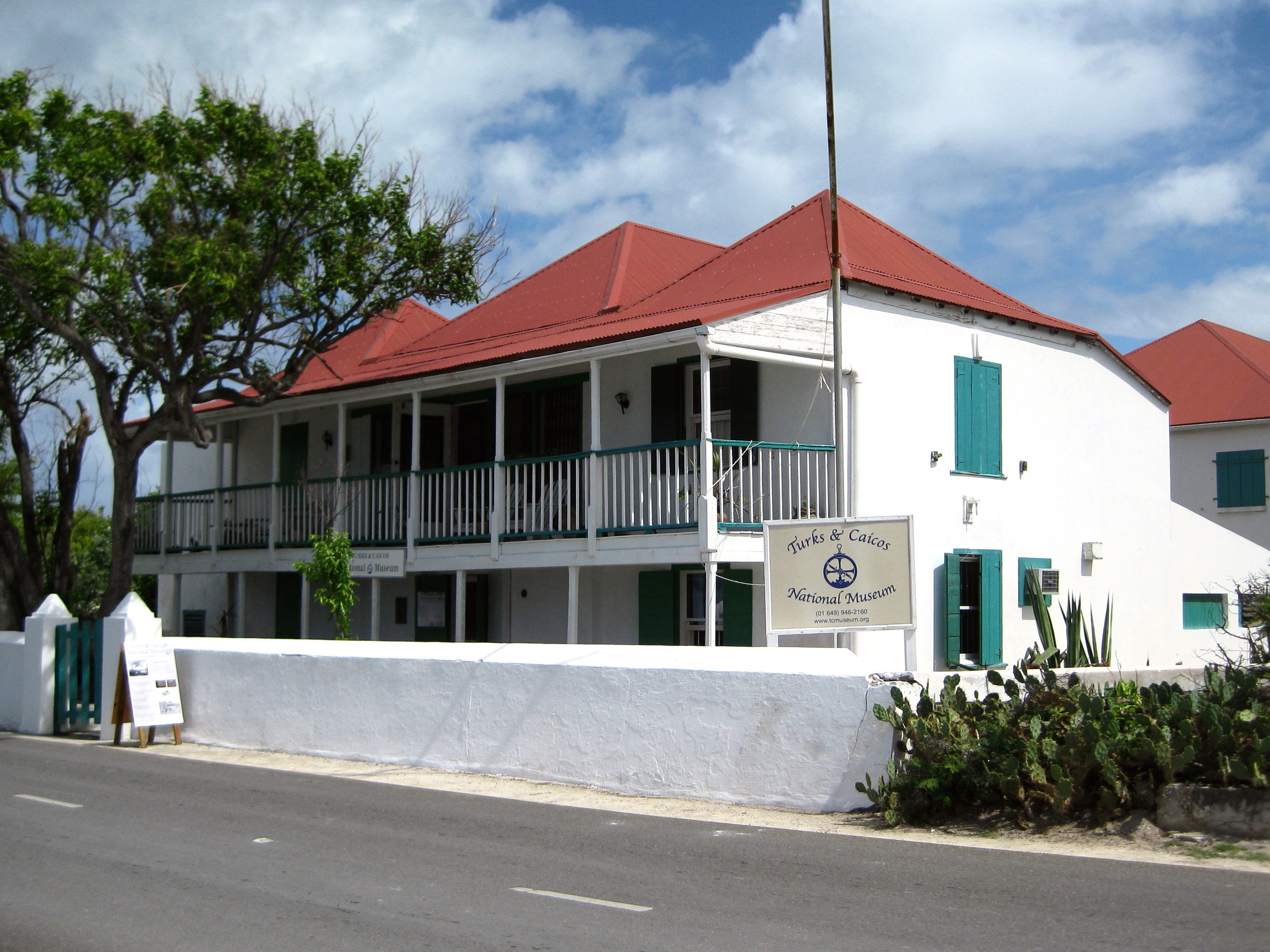
Het nationaal museum van de eilanden, in Cockburn Town